# Železniční trať Monmouth–Chepstow
Železniční trať Monmouth – Chepstow (anglicky též Wye Valley Railway – železnice údolím Wye) byla normálněrozchodná železniční trať ve Spojeném království. Nacházela se v hrabstvích Monmouthshire a Gloucestershire, byla dlouhá 24 kilometrů a vedla Monmouthu do Chepstowu. Vedla převážně údolím řeky Wye, byla otevřena 1. listopadu 1876 nezávislou společností. Finančně se jí ale nedařilo a v roce 1905 se stala součástí Great Western Railway. Ta provozovala trať až do roku 1947, kdy došlo k znárodnění železnic v Británii. Pak byla trať provozována státní společností British Rail až do roku 1964, kdy byla uzavřena. Osobní vlaky tu přitom přestaly jezdit už 5. ledna 1959. Jižní část tratě od Tintern Quarry k Wye Valley Junction byla pak dále používána ještě do roku 1981 a o něco kratší část jen k Dayhouse Quarry (blízko stanice Tidenham) byla v provozu až do devadesátých let.
Úsek mezi Chepstowem a Tinternem je dnes ve vlastnictví neziskové organizace Sustrans změřené na prosazování udržitelné dopravy. Ta se zde chystá vybudovat cyklostezku.

## Dějiny
Stavbu trati umožnil parlament už v roce 1866, ale kvůli ekonomickým okolnostem se začalo stavět až v roce 1874. Problémem bylo zhroucení známé firmy Overend and Gurney v roce 1866, která doplatila na půjčky železničním společnostem, které nebyly spláceny. V okamžiku konce představovaly dluhy 11 miliónů liber (přibližně 828 miliónů liber v cenách roku 2003).
Jižní část trati mezi Chepstowem a Tinternem byla z inženýrského hlediska výzvou, byl zde úsek v prudkém svahu nad řekou Wye, 1188 yardů dlouhý tunel u Tidenhamu a kratší tunel a most u Tinternu. Během stavby se ve Woodcroftu a Tidenhamu konaly evangelické bohoslužby, částečně v rámci boje proti opilství mezi dělníky. Severně od Tinternu vedla trať po dně údolí a bylo potřeba postavit jediný most přes Wye u Penalltu. Na okraji Monmouthu trať využila již stojící monmouthský viadukt postavený v roce 1861 inženýrem Josephem Firbankem pro železniční trať Monmouth – Pontypool. Během stavby došlo 18. listopadu 1875 k sesuvu půdy blízko Redbrooku – o události informoval v následující den sloupek v Timesech a vznikly vážné pochyby o budoucnosti trati.

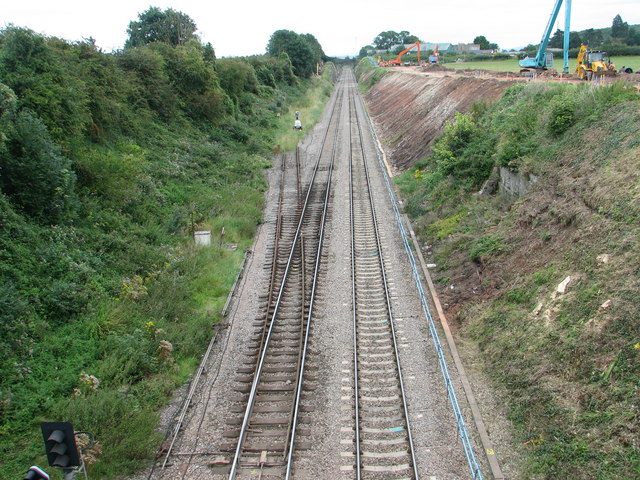
Současný pohled na odbočku Wye Valley Junction, kde se trať z Monmouthu připojovala na hlavní trať z Gloucesteru do Newportu

Trať byla nicméně 1. listopadu 1876 otevřena v úseku od Wye Valley Junction blízko Chepstowu, kde se napojovala na hlavní trať Gloucester – Newport, do stanice Monmouth Troy, jedna z dvou hlavních monmouthských stanic. Cestující zde mohli přestoupit na vlaky do Pontypoolu, vlaky do Ross-on-Wye a vlaky do Colefordu. Vlaky mezi Monmouthem a Chepstowem stavěly na nově vybudovaných zastávkách Tidenham, Tintern, Bigsweir (později přejmenované na St Briavels) a Redbrook a také na dříve vybudovaných stanicích jiných společností: Chepstow, Tutshill for Beachley a Monmouth Troy. Kromě stanice Monmouth Troy byla největší stanicí Tintern, která měla i nástupiště ve formě ostrůvku.
Trať byla zamýšlena pro nákladní i osobní provoz. Nákladní provoz měl obsluhovat četné kamenolomy, papírny a hutě v údolí Wye. Trať vystavěla společnost Wye Valley Railway Company, ale trati se nedařilo a společnost se opakovaně ocitla v bankrotu. V roce 1905 ji koupila Great Western Railway a ta připadala posléze na trať několik zastávek: Netherhope Halt v roce 1932, Brockweir Halt v roce 1929, Llandogo v roce 1927, Whitebrook Halt  v roce 1927, Penallt Halt  v roce 1931 a Wyesham v roce 1931.
V období mezi světovými válkami jezdilo po trati každý den oběma směry zhruba pět vlaků. Trať ovšem posléze ztrácela na ziskovosti v souvislosti s rozvojem automobilismu. Posledním osobním vlakem před zavřením pro osobní provoz v roce 1959 (čtyři roky před Beechingovou reformou) byl speciální vlak společnosti Stephenson Locomotive Society. Ten zároveň projel i trať z Monmouthu do Ross-on-Wye, na které také končil provoz. Jednalo se o jediný známý vlak, který takto projel obě trati.

## Trasa trati
Trať začínala ve stanici Chepstow na pravém břehu Wye. Pokračovala po trasa trati South Wales Railway (dnes trať Gloucester – Newport) přes řeku Wye do Tutshill Halt, malé zastávky na znamení sloužící vísce Tutshill. Na Wye Valley junction se pak železnice oddělily a trať do Monmouthu pokračovala do Tidenhamu, své první samostatné stanice. Jednalo se také o první stanici, která byla uzavřena, byť dočasně – v průběhu první světové války. V roce 1918 byla opět otevřena a fungovala až do roku 1959, kdy byla ukončena osobní přeprava, byť ke konci už jen jako zastávka.
Hned u jižního konce Tidenhamského tunelu byla zastávka Netherhope Halt, poslední, která byla na trati vytvořena. Trať pak pokračovala 1190 yradů dlouhým tunelem, ve své době jednadvacátým nejdelším v rámci sítě GWR. Vedla po východním břehu Wye a za Tintern Quarry procházela menším Tinternským tunelem o délce 182 yardů. Před stanicí Tintern Station ještě přešla zpátky na západní břeh.
Tintern byla největší stanicí na celé trati. To bylo dáno tím, že Wye Valley Railway Company doufala, že turisté mířící do zdejšího slavného TInternského opatství jí přinesou tučné zisky. Trať dále pokračovala do zastávky Brockweir Halt, pak do zastávky Llandogo Halt a pak dále po západním břehu Wye. Další stanicí na trase byla Bigsweir, která byla v roce 1909 přejmenována na St Briavels & Llandogo a v roce 1927 na St Briavels.
Další zastávky byly Whitebrook Halt a Penallt Halt. Pak trať pokračovala přes Penalltský viadukt opět na východní břeh řeky a do stanice Redbrook on Wye. Ta byla mnohokrát oceněna v soutěžích o květinovou výzdobu. Další zastávkou, poslední před Monmouthem, byl Wyesham Halt. Mezi Wyeshamem a Monmouthem trať ještě jednou překračovala řeku Wye a to po monmouthském viaduktu postaveném v roce 1857 pro trať Monmouth – Pontypool. Pro tu byla původně postavena i konečná stanice Monmouth Troy.
Součástí všech původních stanic byla výhybna, pouze koncové stanice a Tintern, St Briavels a Redbrook měly i vybavení pro nakládání a vykládání nákladních vozů.